# Jeffrey Grey

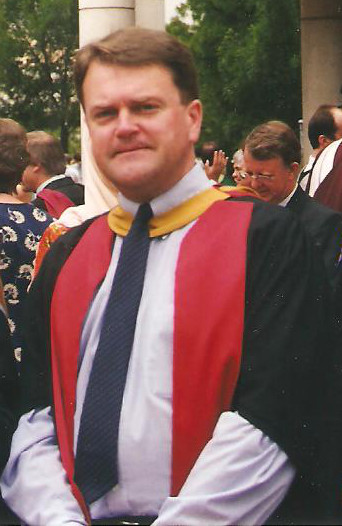
Jeffrey Grey (1999)

Jeffrey Guy Grey (* 19. März 1959; † 26. Juli 2016 in Queanbeyan) war ein australischer Historiker. Grey, der zuletzt Professor an der University of New South Wales und Präsident der Society for Military History war, zählte zu den führenden auch international wahrgenommenen Militärhistorikern seines Landes.

## Leben
Grey stammte aus einer Offiziersfamilie, sein Vater Ron Grey war Generalmajor der Australian Army, und wuchs in Canberra auf. Nach dem Studium an der Australian National University (BA 1983) in Canberra wurde er Teaching Fellow an der UNSW Faculty of Military Studies am Royal Military College Duntroon. Es folgte 1986 der PhD bei Peter Dennis an der University of New South Wales (UNSW) in Sydney (Thesis: British Commonwealth forces in the Korean War. A study of a military alliance relationship).
Danach war er kurzzeitig in der History Section des Department of Foreign Affairs and Trade tätig. 1988 kehrte er zum Department of History der USNW auf den Campus der Australian Defence Force Academy zurück. Dort etablierte er etwa das Australian Centre for the Study of Armed Conflict and Society. Von 2000 bis 2002 bekleidete er den Major General Matthew C. Horner Chair of Military Theory an der Marine Corps University in Quantico, Virginia. Ab 2003 war er Professor im History Program an der School of Humanities and Social Sciences an der USNW. Zu seinen akademischen Schülern gehörten u. a. Mark Dapin und Roger Lee.
Ab 2002 war er Mitglied des Army History Research Grant Schemes Committee und ab 2007 des Department of the Army Historical Advisory Committee. Außerdem war er u. a. Consultant des Kriegsveteranenministeriums der Vereinigten Staaten und Mitglied des Advisory Board von H-War (H-Net). Von 2000 bis 2007 war er Trustee und von 2004 bis 2007 Parliamentarian der Society for Military History (SMH). 2015/16 amtierte er bei der SMH als erster Nicht-US-Amerikaner; sein Nachfolger wurde Jennifer D. Keene.
Von 1990 bis 1994 und 2003/04 war Grey Editor der bei Taylor & Francis verlegten USNW-Fachzeitschrift War & Society. Er war ferner Mitglied des Editorial Board folgender Zeitschriften: Journal of the Australian War Memorial, Journal of Military History, Scientia Militaria, World War II Magazine, War in History, Defender und Australian Army Journal.
Grey war Autor und Herausgeber zahlreicher Bücher, er veröffentlichte u. a. zum Korea- und Vietnamkrieg, Biographien (u. a. über Generalleutnant Tom Daly) und eine Pionierarbeit zur Militärgeschichte Australiens sowie mehrere Beiträge zur Official History (The Official History of Australia’s Involvement in Southeast Asian Conflicts 1948–1975).
Grey war in zweiter Ehe verheiratet und Vater von drei Kindern.

## Schriften (Auswahl)
- The Commonwealth Armies and the Korean War: An Alliance Study (1988)
- A Military History of Australia (1990; 3. Auflage 2008)
- Australian Brass: The Career of Lieutenant General Sir Horace Robertson (1992)
- (ed.) mit Peter Dennis, Ewan Morris, Robin Prior: The Oxford Companion to Australian Military History (1995; 2. Auflage 2008 auch mit Jean Bou)
- mit Peter Dennis: Emergency and Confrontation: Australian Military Operations in Malaya and Borneo 1950–1966 (1996)
- Up Top': The Royal Australian Navy in Southeast Asian Conflicts 1955–1972 (1998)
- (ed.) A Commonwealth of Histories: The Official Histories of the Second World War in the United States, Britain and the Commonwealth (1998)
- The Australian Army: A History (2006)
- mit William Thomas Allison, Janet G. Valentine: American Military History: A Survey from Colonial Times to the Present (2006; 2. Auflage 2012)
- A Soldier’s Soldier: A Biography of Lieutenant General Sir Thomas Daly (2012)